# ブイグテレコム
ブイグテレコム (Bouygues Telecom) は、フランスの電気通信事業者。フランスの大手建設・メディアグループであるブイグ傘下の一社である。

## 概要
1994年にフランステレコム（現・Orange）、SFRに次ぎフランスで3番目となる携帯電話事業者として設立。1996年よりサービスを開始した。
2002年にはNTTドコモと提携を結び、iモードサービスの提供を開始したが、フランス国内における市場シェアは2006年末時点で約14%にとどまっており、業界3位の座から抜け出せていない。
2008年10月には「Bbox」のブランド名で、主にADSLを中心としたインターネットサービスプロバイダサービスを開始した。「Bbox」は同サービスで使用されるセットトップボックスの名称でもあり、同社ではADSLによるネット接続・IP電話・映像ストリーミングのトリプルプレイサービスの提供を売り文句としている。
2005年から2010年にかけて、自転車ロードレースのUCIプロツアーに参戦するチーム「Bbox ブイグテレコム」（現ディレクト・エネルジー）のスポンサーであった。同チームには2009年から新城幸也が所属していた。
携帯電話市場の競争激化に伴い、買収対象としてしばしば名前が上がる。2015年にはSFRの親会社であるアルティスが、約100億ユーロで同社を買収する提案を行ったが、親会社のブイグはこれを拒否。2016年1月には今度はOrangeが同社を買収しようと交渉に入ったが、同年4月に破談に終わった。

## 不祥事
2012年10月、誤って1京1,721兆ユーロ（当時の為替レートで約117京円）の利用料金請求書を利用者に送付し、問い合わせを受けたコールセンターも当初ミスを認めなかった。